# Římskokatolická farnost Opava-Kateřinky
Římskokatolická farnost Opava-Kateřinky je územní společenství římských katolíků s farním  kostelem svaté Kateřiny v Opavě-Kateřinkách. Na území farnosti se nachází zrušená kaple svatého kříže, která je národní kulturní památkou. Místní kostel sv. Kateřiny Alexandrijské, po které je pojmenovaná část města, je nejstarší sakrální památkou Opavy. Po archeologických průzkumech v roce 2010 byly v prostorách sakristie nalezeny pozůstatky starého zdiva kostela z 12. století.
Farnost sv. Kateřiny Alexandrijské byla vyřazena z opavské farnosti Panny Marie roku 1789 jako kuracie, která byla v roce 1854 povýšena na farnost. Kostel je benedikován, kostelní patronát měl řád německých rytířů při proboštství u Panny Marie v Opavě.

## Kostely a kaple na území farnosti
- Kostel svaté Kateřiny v Kateřinkách
- Kaple svatého Kříže v Kateřinkách

## Duchovní správci kateřinské farnosti
R. D. Cletus Bojsak (kurátor kostela) 1. 8. 1790 – 29. 1. 1800
R. D. Martin Drastich (kurátor kostela) 3. 6. 1800 – 9. 11. 1802
R. D. Martin Olbrich (kurátor kostela) 24. 7. 1803 – 6. 6. 1818
R. D. David Král (kurátor kostela) 18. 8. 1818 – 21. 11. 1854
- v roce 1854 kostel povýšen na farní
- Martin Drastick (kaplan) 1800
- Karel Leget (kaplan) 26. 9. 1854 – 15. 3. 1858
- Antonín Barteska (kaplan) 16. 10. 1858 – 19. 3. 1862
- Jan Havrland (kaplan) 19. 3. 1862 – 1. 5. 1871
*******************************************************************************
1. R. D. David Král (farář) 1855 – 1862
- Karel Serget (kaplan) 1855 – 1859
- Antonín Barteska (kaplan) 1858 – 1862
2. R. D. Jan Haverland (farář) 1863 – 1871
- František Gába (kaplan) 1863 – 1865
- Matyáš Thoř (kaplan) 1865 – 1868
- Jan Strak (kaplan) 1868 – 1871
- Jan Gruda (kaplan) 1871 – 1873
3. R. D. Josef Otáhal (farář) 1872 – 1883
- Jan Gruda (kaplan) 1871 – 1883
- Josef Richter (kaplan) 1872 – 1883
4. R. D. Josef Pazderka (farář) 1883 – 1894
- Antonín Gruda (kaplan) 1883 – 1891
- Florián Lužný (kaplan) 1891 – 1894
5. R. D. Jindřich Stürzenhofer (farář) 1895 – 1898
- Antonín Brož (kaplan) 1895 – 1898
6. JUDr. Antonín Gruda (farář) 1899 – 1906
- Verianus Kašpárek (kaplan) 1899 – 1906
- František Kunovský (kaplan) 1900 – 1902
- Václav Garlík (kaplan) 1900 – 1903
- Josef Moravec (kaplan) 1902 – 1904
7. R. D. Florián Lužný (farář) 1906 – 1929
- Alois Šebela (kaplan) 1906 – 1909
- Antonín Kropáč (kaplan) 1906 – 1912
- Josef Tesárek (kaplan) 1909 – 1915
- Josef Kolář (kaplan) 1912 – 1916
- Alois Bednář (kaplan) 1913
- Ignác Kuhn (kaplan) 1915 – 1916
- Jan Nedbálek (kaplan) 1916 – 1922
- Josef Mikulík (kaplan) 1916 – 1922
- Josef Pospíšil (kaplan) 1922 – 1923
- Jan Važanský (kaplan) 1922 – 1928
- Jan Verner (kaplan) 1923 – 1932
- Josef Kristek (kaplan) 1928 – 1930
8. R. D. Jan Nedbálek (farář) 1930 – 1961
- 26. července 1943 zatčen Gestapem, vězněn v Opavě, od 9. listopadu 1943 internován v koncentračním táboře Dachau až do osvobození tábora americkou armádou 29. dubna 1945
- Jan Verner (kaplan) 1923 – 1932
- Karel Malovaný (kaplan) 1932 – 1933
- Jindřich Deneš (kaplan) 1933 – 1934
- Ludvík Červenák (kaplan) 1934 – 1937
- Ferdinand Kacelle (kaplan) 1935
- Josef Veselý (kaplan) 1936
- Vincenc Vávra (kaplan) 1937 – 1939
- Stanislav Kabeláč (kaplan) 1938 – 1939
- Ladislav Stanovský (kaplan) 1939 – 1943
- Jan Bitomský (kaplan) 1939 – 1945
- Rudolf Pfab (katecheta) 1940 – 1946
- r. 1945 se opět farářem stává R. D. Jan Nedbálek po návratu z koncentračního tábora Dachau
- Jaroslav Kašpar (kaplan) 1945 –1948
- Bedřich Prokop (kaplan) 1949
- Pavel Zíbal (kaplan) 1949 – 1950
- František Gajdušek (kaplan) 1949 – 1962
9. P. Martin Buček (farář) 1961 – 1994
10. P. Mgr. Pavel Bartko, C. Cons. (adm. ex. z V. Hoštic) 1994 – 1996
11. P. ICLic. Mgr. Kazimierz Plachta (adm./ adm. ex. z V. Hoštic) 1996 – 2003
12. P. ThDr. Gabriel Rijad Mulamuhič, Ph.D., O.Cr. (farář) 2003 – 2008
13. P. Paweł Ziółkowski, Th.D. (farář) 2008 – 2019
14. P. Th. Lic. Jan Czudek, Th.D., děkan (adm. ex. Opava) 2019 – 2020
- P. Mgr. Marek Večerek (kaplan) 2019 – 2020
- P. Mgr. Jiří Ramík (kaplan) 2019 – 2020
15. P. Mgr. Marek Večerek (adm. ex. Opava-Jaktař) 2020 –